# Leedsichthys problematicus
Leedsichthys problematicus  fou un dels peixos més grossos de tots els temps. Possiblement mesurava fins a 16 m de llarg i s'alimentava de plàncton a mitjans del Juràssic. Vivia a l'oceà Pantalassa. Els joves eren possiblement la presa de pliosaures com ara Liopleurodon.
El lloc dels paquicormiformes encara no ha estat determinada consensualment (halecomorfs, semionotiformes o teleostis). El peix actual més proper a ells és Amia calva.